# Kwaïdan (film, 1964)
Pour les articles homonymes, voir Kwaïdan.
Pour le film de 2007, voir Kaidan (film).
Pour plus de détails, voir Fiche technique et Distribution.
Kwaïdan (怪談, Kaidan) est un film fantastique japonais de Masaki Kobayashi sorti en 1965.
Le film est composé de quatre épisodes racontant une histoire de fantômes, issue du folklore traditionnel japonais et adaptée du recueil de Lafcadio Hearn, Kwaidan ou Histoires et études de choses étranges. 
La conception du film nécessita dix ans, neuf mois de tournage et un budget conséquent. Mais jugé trop long pour être exploité en salle, il fut raccourci, et le deuxième conte (La Femme des neiges) fut supprimé de la version initialement diffusée en salle. La première eut lieu au théâtre Yurakucho de Tokyo le 29 décembre 1964 et la sortie publique en salles en février 1965.

## Synopsis
- Les Cheveux noirs : un samourai abandonne sa femme par dégoût de la pauvreté, et part se marier avec la fille d'une riche famille pour obtenir la richesse. Mais il n'aime pas sa nouvelle femme et est hanté par le souvenir de la première.

- La Femme des neiges : deux bûcherons sont pris dans une tempête de neige. Ils trouvent un refuge, mais arrive une femme étrange qui tue l'un des deux hommes de son souffle glacial. Elle épargne l'autre, qui gardera la vie aussi longtemps qu'il ne racontera pas ce qui s'est passé cette nuit-là.

- Hoïchi sans oreilles : un jeune aveugle recueilli par des moines près de la baie de Dan-no-ura, s'absente chaque nuit pour suivre un étrange guerrier et chanter au maître de celui-ci l'épopée de la bataille qui se déroula dans la baie quelques siècles plus tôt.

- Dans un bol de thé : un écrivain retranscrit une histoire où un samouraï voit flotter dans son bol de thé le visage d'un jeune homme narquois. Pour chasser cette vision il avale le thé. Mais bientôt, le jeune homme refait son apparition.

## Fiche technique
- Titre original : 怪談 (Kaidan?)
- Titre français : Kwaïdan
- Réalisation : Masaki Kobayashi
- Scénario : Yōko Mizuki d'après Lafcadio Hearn
- Production : Shigeru Wakatsuki
- Sociétés de production : Tōhō, Ninjin Club et Toyo Kogyo Kabushiki Kaisha
- Musique : Tōru Takemitsu
- Photographie : Yoshio Miyajima
- Langue originale : japonais
- Format : TohoScope 2.35:1 - Eastmancolor
- Durée : 183 minutes[1] (métrage : 13 bobines - 4904 m[1])
- Dates de sortie : 
  - Japon : 29 décembre 1964 (Toho Yurakuza) - 6 janvier 1965 (sortie en salles)[1]
  - France : 17 mai 1965 (Festival de Cannes) - 27 octobre 1965 (sortie en salles)[2]

## Distribution
Les Cheveux noirs
- Rentarō Mikuni : le mari
- Michiyo Aratama : la première femme
- Misako Watanabe : la deuxième femme
- Kenjirō Ishiyama : le père

La Femme des neiges
- Tatsuya Nakadai : Minokichi
- Keiko Kishi : Yuki
- Yūko Mochizuki : la mère de Minokichi
- Noriko Sengoku : une villageoise
- Kin Sugai : une villageoise

Hoïchi sans oreilles
- Katsuo Nakamura : Hoichi
- Tetsurō Tanba : le guerrier
- Yoichi Hayashi : le préposé
- Takashi Shimura : le prêtre
- Kunie Tanaka : Yasaku

 Dans un bol de thé
- Kan'emon Nakamura : Kannai
- Osamu Takizawa : l'auteur
- Seiji Miyaguchi : le vieil homme
- Ganjirō Nakamura : l'éditeur
- Noboru Nakaya : Shikibu Heinai
- Kei Satō : le samouraï fantôme
- Akiji Kobayashi
- Haruko Sugimura : la femme
- Shigeru Kōyama

## Autour du film
- L'intrusion du fantastique à la fin de la première histoire (Les cheveux noirs) est une reprise de la fin similaire traitée par Kenji Mizoguchi dans Contes de la lune vague après la pluie (Ugetsu monogatari), où l'épouse fidèle attend le retour de l'être aimé au-delà de la mort pour un définitif adieu.
- La bataille décrite dans la troisième histoire (Hoïchi sans oreilles) est la bataille de Dan-no-ura (1185). Elle se déroula durant la dernière phase de la guerre de Gempei et opposa Taira no Kiyomori et Minamoto no Yoritomo. L'épopée que conte le joueur de luth (plus précisément de biwa) se nomme Heike monogatari.
- La tradition des musiciens ambulants aveugles qui déclamaient des récits héroïques en s'accompagnant de leur luth remonte aux alentours des années 1107 à 1130 avec l'histoire de Semimaru qui chantait à la barrière d'Ôsaka (dans Konjaku monogatari shū, Histoires qui sont maintenant du passé, Gallimard/Unesco, coll. « Connaissance de l'Orient », 1968). Cette tradition devint très importante par la suite et contribua, de cette façon, à diffuser à travers le pays la grande épopée médiévale connue sous le nom de Heike monogatari (Histoire de la famille des Taira, Heike étant la lecture chinoise et Taira la lecture japonaise des caractères composant le nom).
- Le film influencera Kate Bush dans la réalisation de son clip The Sensual World, tiré de l'album du même nom, sorti en 1989[3].

## Récompense
- Prix spécial du jury au festival de Cannes 1965[4].